# Open Music Model
L'Open Music Model, connu sous son abréviation de OMM, est un nouveau modèle économique proposé en 2003 pour l'industrie du disque. Il est basé sur des recherches menées au Massachusetts Institute of Technology en 2002. Le modèle soutient que la seule solution viable à long terme est un système de distribution numérique musical d'abonnement basé sur le partage de fichiers et la libre gestion des droits numériques.
Le modèle affirme qu'il y a cinq conditions nécessaires pour qu'un réseau viable de distribution numérique de musiques commerciales émerge  :
1. Libre partage de fichiers. Être libre de partager des fichiers avec les autres
2. Libre fichier de formats. Doivent être distribués dans des formats MP3 ou autre sans restrictions gestion des droits numériques.
3. Libre droit d'adhésion. Doit être capable de vous inscrire gratuitement pour recevoir le paiement.
4. Libre paiement. Paiement doit être accepté par tous les moyens, y compris les cartes de crédit et des liquidités.
5. Libre compétition. Plusieurs systèmes peuvent cohabiter, l'important étant de ne pas avoir de monopole.

## Adoption par l'industrie
Les critiques du modèle ont porté sur l'absence de propositions concernant les questions de piratage de musiques. Pourtant les défenseurs du projet y voit en sa mise en œuvre une solution intrinsèque aux problématiques de téléchargements illégaux, ces derniers semblant être, pour eux, inévitables,,,.
Pourtant, l'industrie du disque et de ses partenaires se sont, au fil du temps, inspiré de ce modèle :
Ainsi, alors que les recherches ont  indiqué que la base tarifaire de 5 $ par mois en abonnement constituerait le prix optimal pour maximiser le revenu et le nombre de consommateurs, Yahoo! Music décide, en 2005, de lancer un service proposant un modèle à ce tarif, suivi en 2010 par Spotify.